# シャルドネ
シャルドネ （Chardonnay）は、フランス、ブルゴーニュ＝フランシュ＝コンテ地域圏、ソーヌ＝エ＝ロワール県のコミューン。オー・マコネ地方にあり、リュニーとトゥルニュの中間に位置する。ワイン用ブドウ品種シャルドネのふるさととされている。

## 統計
| 1962年 | 1968年 | 1975年 | 1982年 | 1990年 | 1999年 |
| ------ | ------ | ------ | ------ | ------ | ------ |
| 174    | 183    | 150    | 163    | 169    | 162    |